# Colonophora cateiata
Colonophora cateiata är en fjärilsart som beskrevs av Edward Meyrick 1914. Colonophora cateiata ingår i släktet Colonophora och familjen fransmalar. Inga underarter finns listade i Catalogue of Life.